# Trojden II de Płock
Trojden II de Płock (polonais: Trojden II płocki; né vers 1403/06 - mort le 25 juillet 1427), fut un prince Piast de la lignée des ducs de Mazovie. Il fut duc de Płock, Rawa Mazowiecka, Gostynin, Sochaczew et Belz conjointement avec ses frères des 1426 à 1427.

## Biographie
Trojden est le 4e fils de Siemovit IV de Mazovie et d' Alexandra de Lituanie, fille d'Algirdas.Le 5 mars 1424 conjointement avec ses frères  Siemowit V, Casimir II et Władysław I, Trojden II est présent aux noces et au couronnement du roi  Władysław II Jagiełło et de sa 3e épouse Sophie de Holszany. 
Après la mort de leur père le 21 janvier 1426 Trojden II et ses frères, afin de ne pas affaiblir leur position et leurs domaines par un partage décident de régner conjointement sur leur héritage paternel. Un autre facteur explique cette situation il est lié aux relations difficile entretenues avec leur mère à qui après une éventuelle division des domaines ils auraient été contraints de donner une part à titre de douaire ou  Oprawa wdowia. Malgré la corégence nominale entre les frères, ils administrent séparément leur parts du duché de Mazovie. L'analyse des documents  émanant de Trojden II montre qu'il avait reçu Płock. le 8 septembre 1426 il rend l'Hommage féodal avec ses frères Siemowit V et Władysław au roi de Pologne à  Sandomierz. Trojden II meurt dès le 25 juillet 1427, célibataire et sans descendant. Il est sans doute inhumé dans la cathédrale de Płock.